# سكول (قمر)
سكول (بالإنجليزية:Skoll) أو زحل السابع والأربعون (التعيين المؤقت S/2006 S8 ) هو قمر رجعي الحركة لزحل. وأعلن هذا الاكتشاف سكوت شيبارد وديفيد جويت وجان كلينا يوم 26 حزيران عام 2006 ، من الملاحظات التي اتخذت خلال الفترة من 5 كانون الثاني و 30 نيسان 2006.
يبلغ قطر سكول حوالي 6 كيلومتر و البياض 0.04 ، ويدور حول زحل على مسافة متوسطه 17.6 جيجامتر في 869 يوما ، وعقب على درجة عالية من غريب الأطوار ومعتدل يميل المدار. و الشذوذ المداري عالي و الميل مداري معتدل.
سمي سكول على اسم ذئب عملاق من الميثولوجيا الإسكندنافية.